# 점근 밀도
정수론에서 점근 밀도(Asymptotic Density 또는 Natural density 또는 arithmetic density)란, 자연수의 부분집합이 얼마나 큰지를 측정하는 척도이다.
직관적으로 완전 제곱수보다는 자연수가 "더 많다". 두 집합은 물론 일대일 대응을 통해 무한하고 가산임을 확인할 수 있으므로 실제로 더 큰 것은 아니다. 그러나 이러한 직관적 관찰을 좀 엄밀히 만들 필요가 있다.

## 정의
자연수의 부분집합 {\displaystyle A}가 주어져 있을 때, {\displaystyle A}의 원소 중, {\displaystyle n} 이하의 값들의 개수를 {\displaystyle a(n)} 라고 하면, {\displaystyle n}이 무한대로 갈 때, 극한값
{\displaystyle \lim _{n\to \infty }{\frac {a(n)}{n}}=\alpha }
이 존재하면 점근밀도 {\displaystyle \alpha }를 갖는다고 말한다.

### 위쪽 및 아래쪽의 점근 밀도
위에서 쓰인 기호를 토대로 위쪽 점근 밀도(upper asymptotic density)를 다음과 같이 정의할 수 있다.
{\displaystyle {\overline {d}}(A)=\limsup _{n\rightarrow \infty }{\frac {|A(n)|}{n}}}
이때 lim sup은 상극한(limit superior)이다.
마찬가지로 아래쪽 점근 밀도(lower asymptotic density)를 다음과 같이 정의할 수 있다.
{\displaystyle {\underline {d}}(A)=\liminf _{n\rightarrow \infty }{\frac {|A(n)|}{n}}}
만약 이 두 극한이 일치한다면, 즉 {\displaystyle {\underline {d}}(A)={\overline {d}}(A)} 이라면, 이 값을 점근 밀도 {\displaystyle d(A)}라고 부를 수 있다.

## 예
- 어떤 집합 {\displaystyle A}에서 점근 밀도 {\displaystyle d(A)}가 존재한다면 그 여집합의 점근 밀도는 {\displaystyle 1-d(A)}가 된다.
- 당연히 {\displaystyle d(\mathbb {N} )=1}이다.
- 임의의 유한 집합 {\displaystyle F}에 대해서 {\displaystyle d(F)=0}이다.
- 완전 제곱수의 점근 밀도는 영이다.
- 짝수 집합의 점근밀도는 1/2이다. 마찬가지로 임의의 등차수열 {\displaystyle A=\{an+b|n\in \mathbb {N} \}}에 대해, {\displaystyle d(A)=1/a}임을 알 수 있다.
- 소수 집합 {\displaystyle P}는 소수 정리에 의해 {\displaystyle d(P)=0}임을 알 수 있다.
- 제곱수로 나누어지지 않는 수(Square-free integer)의 점근밀도는 {\displaystyle \textstyle {\frac {6}{\pi ^{2}}}}이다.
- 과잉수(abundant numbers)의 점근밀도는 0.2474와 0.2480 사이의 값을 갖는다고 알려져 있다.